# Mühleberg
Mühleberg é uma comuna da Suíça, situada no distrito administrativo de Berna-Mittelland, no cantão de Berna. Tem 26,3 |km²}} de área e sua população em 2018 foi estimada em 2 985 habitantes.